# Wierchniegruszewskij
Wierchniegruszewskij (ros. Верхнегрушевский) – osiedle w Rosji, w obwodzie rostowskim, w rejonie oktiabrskim. W 2010 liczyło 1319 mieszkańców.